# Воскресенье (Владимирская область)

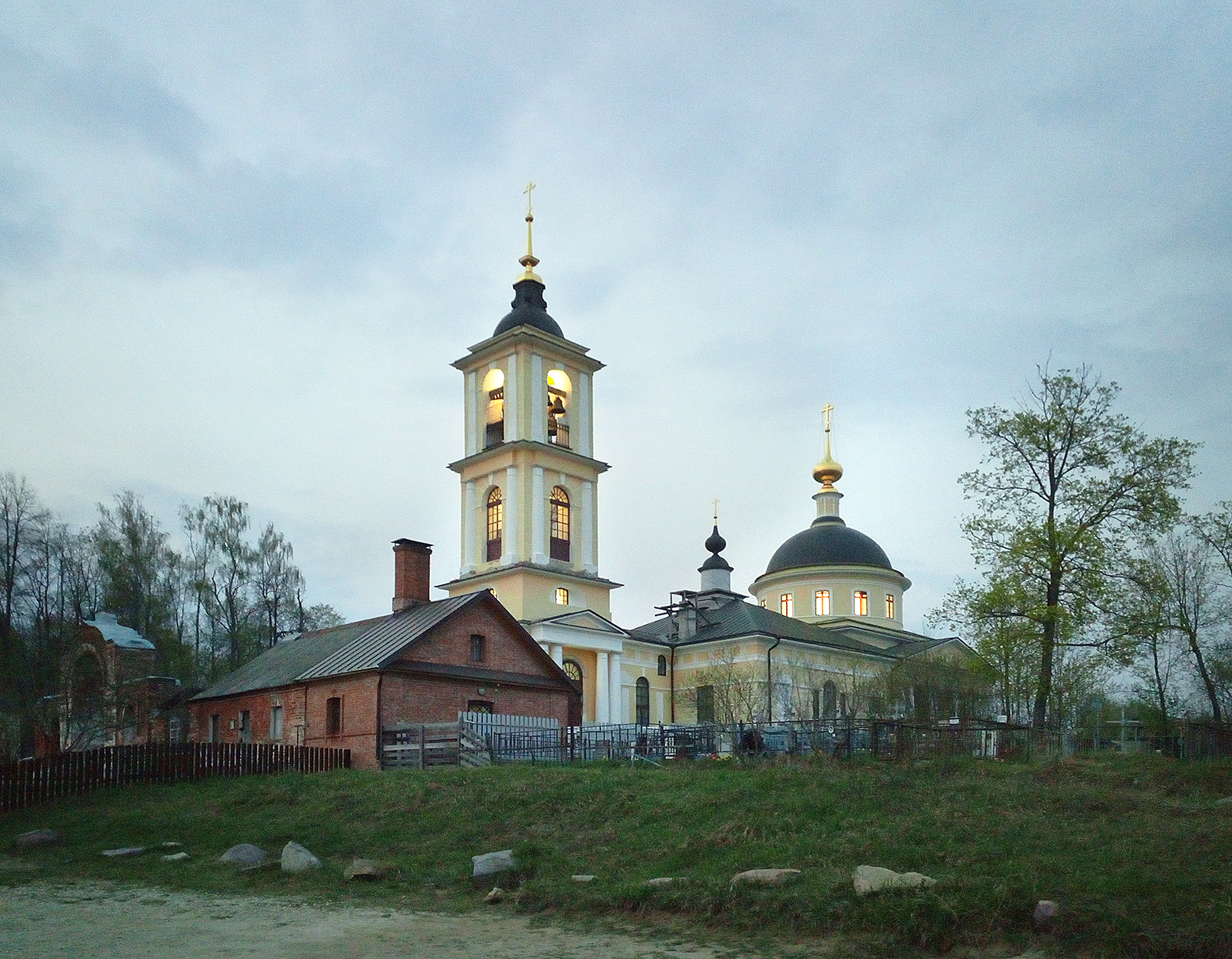
Церковь Воскресения Христова

Воскресенье — деревня в Петушинском районе Владимирской области России. Входит в состав Нагорного сельского поселения.

## География
Деревня расположена в 9 км на северо-запад от города Покрова и в 27 км на северо-запад от районного центра города Петушки.

## История
В писцовых книгах 1628-1631 годов в Борисоглебском стану Переславль-Залесского уезда Замосковного края Московского царства значится «погост Воскресенский Аргуновской волости, а на погосте церковь Воскресения Христово, древяна, а в церкви деисус, двери царские, образы местные, ризы и книги, и всякое церковное строение мирское».
В конце XIX — начале XX века село входило в состав Покров-Слободской волости Покровского уезда Владимирской губернии Российской империи.
С 1929 года деревня входила в состав Горского сельсовета Петушинского района, в 1945-1960 годах деревня была в составе Покровского района, позднее вплоть до 2005 года — в составе Панфиловского сельсовета.
В 1950-х — 1990-х годах недалеко от деревни проходили ветки узкоколейной железной дороги Электрогорского торфопредприятия: Электрогорск — Ляпино — Желудево. Разобраны в 1993 году.
Деревня упоминается в книге В. А. Солоухина «Владимирские просёлки»:

«На горе, куда нам предстояло подняться, из-за деревьев выглядывала беленькая церковка с зелёной крышей…это село Воскресенье.
У церкви ограда наполовину разрушена так, что остались только каменные столбы, а железо пошло скорее всего на подковы в сельскую кузницу. Высоченная нетроганая трава буйствовала за церковной оградой. Но церковь сама и крыша её были недавно покрашены и выглядели как новые. Первое, что бросилось нам в глаза в селе Воскресенье, — это отсутствие садов и огородов. Давно замечено, что в лесных местностях, где крестьянам приходилось постоянно бороться с лесом, нет в деревнях ни деревьев, ни садов.
Мы сели отдохнуть в тень старого тополя под окнами пятистенной избы.
— Старичка бы теперь для разговора, — мечтательно сказала Роза.
И точно, идет вдоль деревни старик. Одна рука заложена за спину, в другой — палка. Спину держит неестественно прямо, словно и правда проглотил аршин. Вообще в передвижении старика ничего не участвовало, кроме семенящих ног. Было такое впечатление, что если старик споткнется, то так и упадет плашмя, прямой и негнутый.
— Здешний, что ли, дедушка?
— Здешний, — ответил старик, а сам семенит, не сбавляя хода, не поворачивая головы, как заведенная игрушка.
— Давно ли здесь живете?
— С самого зарождения, — и продолжает чесать дальше.
— Посидел бы с нами, отдохнул.
Старик остановился.
— Постоять постою, а сидеть мне несподобно.
— Лет-то сколько?
— Годами я не стар, семьдесят шестой пошел, да вот ноги отказали. Всю жизнь сапожничал, чужие ноги обувал, а сам без ног и остался.
Рассказывал дед охотно.
— Село наше было плотницкое. Все мужики подчистую уходили на сторону — в Москву, в Питер и вообще. Оставались одни бабы. Огородов с садами было не принято иметь. Картошку, лук, огурцы и прочую овошь возили из Покрова, с базара. Правду сказать, народ избалованный был на сторонних-то рублях, к земле не очень привычный, а сеяли больше „гречан“. Ну, после революции все плотники в Москве и осели. У каждого там зацепка какая-нибудь была. А тут ещё раскулачиванием припугнули. Половины села как не бывало. Вишь, одни ветлы стоят, а домов нет. Теперь опять молодежь чуть что в РУ или другие школы. Мало народу осталось, ой мало! Ну пойду, не взыщите, если чего не так. Ноги болят, когда стоишь, а на ходу словно легче. Старик снова засеменил вдоль улицы». 

### Церковный приход
Согласно писцовым книгам 1628-1631 годов в состав Воскресенского прихода входили деревни Панфилово (1 крестьянский двор, 2 бобыльских и 1 пустой), Олехово (2 крестьянских двора, 2 бобыльских), Яковлево (3 крестьянских двора, 4 бобыльских), Жолудьево (1 крестьянский двор, 2 бобыльских) и Заболотье.
В 1707-1709 годах в приходе Воскресенской церкви числилось 98 дворов. В 1711 году была построена новая деревянная церковь. В 1827 году вместо деревянной церкви построен и освещён каменный храм. Престолов в храме три: главный в честь Воскресения Христова, в трапезе тёплой во имя святого Николая Чудотворца и в честь Казанской иконы Божией Матери.
В 1857 году было такое штатное расписание: священник — 1 чел., дьякон — 1чел., причетников — 2 чел..
В 1897 году приход состоял из села и деревень Желудьевой, Яковлевой, Олеховой (в настоящее время входит в состав Панфилова), Панфиловой, Заболотья и Пустынки, в которых по клировым ведомостям числится 641 душа мужского пола и 745 женского. Кроме того, было раскольников-беспоповцев 5 душ.
В 1930 году в Свято-Воскресенском храме служил священномученик Николай Васильевич Поспелов (1885—1938 гг.).
В конце 1950-х годов храм ещё действовал. После закрытия его быстро разграбили, крест и колокол сбили. Разрушение самих стен началось в 1970-е годы, когда в его помещении стали хранить химические удобрения. Работы по восстановлению храма начались в 2003 году, это сплотило местных жителей, которым удалось вновь наладить богослужения сначала в деревянном здании, где в советское время проживал персонал пионерского лагеря. В 2014 году проведено богослужение в самом храме. Из старинных предметов сохранилась только икона Святителя Николая в окладе. Её сохранили, а затем вернули в храм  прихожане Василий и Варвара Якиманские. 
В селе Воскресенском с 1891 года существовала церковно-приходская школа. В 1895-1896 учебный год в ней числилось 58 учащихся. В советское время здание школы служило одним из строений детского лагеря Московского вагоноремонтного завода им. Войтовича. Лагерь был закрыт в конце 1990-х годов. В 2003 году администрация завода выделила приходу заброшенное помещение бывшей церковно-приходской школы. С 2003 года настоятелем церкви является протоиерей Евгений Филатов. 

### Владельцы деревни
Согласно писцовым книгам 1628-1631 годов село принадлежало боярину Ивану Никитичу Хованскому, а до него князю Сицкому.
В 1857 году село принадлежало помещику Николаю Дмитриевичу Попову. Был деревянный господский дом и его же мукомольная мельница.

## Население
По данным на 1857 год, в селе 37 дворов, 151 житель мужского пола, 160 чел. женского пола.
| 1859 | 1905 | 1926 | 2002 | 2010 | 2021 |
| ---- | ---- | ---- | ---- | ---- | ---- |
| 268  | ↘206 | ↘194 | ↘11  | ↘8   | ↘1   |

## Достопримечательности
В деревне находится действующая церковь Воскресения Христова (1818—1827).